# مجزئ التيار

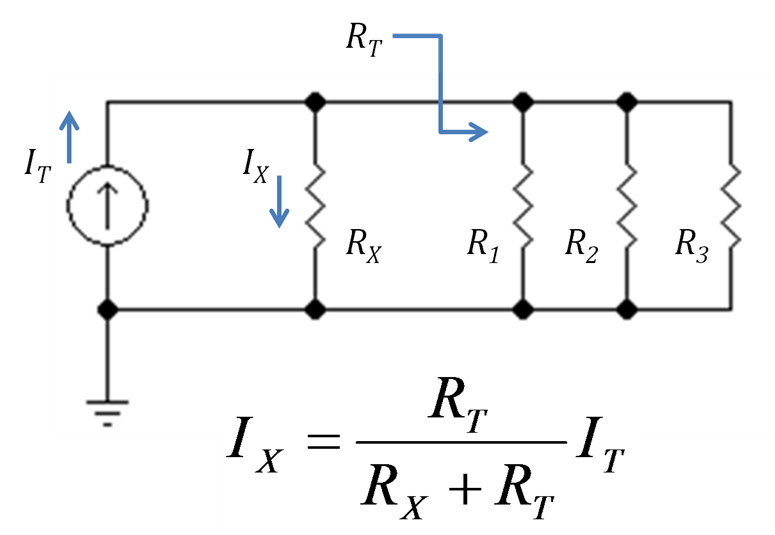
رسم يوضح قانون مجزئ التيار. لاحظ أن RT_{.} تدل علي المقاومة الكلية لباقي أجزاء الدائرة (R_{3} ، R_{2} ، R_{1}) يمين المقاومة R_{X}.

مجزئ التيار في إلكترونيات مجزئ التيار هو قانون يستخدم في الدوائر الكهربية البسيطة لمعرفة شدة التيار المارة في أحد الأفرع بدائرة كهربية (IX) الناتج من تجزئ التيار الكلي (IT). قانون مجزئ التيار ناتج من استخدام قانون كيرشوف للجهد في الدائرة.

## صيغة القانون
في دائرة كهربية كالشكل: شدة التيار الكهربي IX المار في المقاومة RX الموصلة باقي أجزاء الدائرة (R3 ، R2 ، R1) التي قيمة مقاومتها الكلية RT. فإن صيغة القانون العامة تكون :
{\displaystyle I_{X}={\frac {R_{T}}{R_{X}+R_{T}}}I_{T}\ }
حيث أن IT هو شدة التيار الكلي المار بالدائرة، و RX هي مقاومة موصلة علي التوازي مع باقي أجزاء الدائرة R3 ، R2 ، R1 التي محصلتها هي المقاومة الكلية RT التي يمكن حساب قيمتها من قانون التوصيل علي التوازي التالي:
{\displaystyle {\frac {1}{R_{T}}}={\frac {1}{R_{1}}}+{\frac {1}{R_{2}}}+{\frac {1}{R_{3}}}}

## برهان القانون
في الدائرة الكهربية بالشكل:من قانون أوم فرق الجهد {\displaystyle V} في الدائرة يساوي حاصل ضرب شدة التيار الكلي IT في المقاومة الكلية للدائرة Req. وبما أن المقاومة RX موصلة علي التوازي مع R3 ، R2 ، R1 التي محصلتها هي المقاومة الكلية RT فيمكن القول بأن
{\displaystyle V={\frac {R_{X}R_{T}}{R_{X}+R_{T}}}I_{T}\,} (معادلة رقم 1)
و بما أن مكونات الدائرة موصلة علي التوازي فإن فرق الجهد المار بجميع مكوناتها متساوٍ. إذا فرق الجهد {\displaystyle V} المار بالمقاومة RX يساوي فرق الجهد {\displaystyle V} المار بالمقاومة الكلية RT يساوى
{\displaystyle V={I_{X}}{R_{X}}={I_{T}}{R_{T}}\,}
بالتعويض في معادلة رقم واحد
{\displaystyle {I_{X}}{R_{X}}={\frac {R_{X}R_{T}}{R_{X}+R_{T}}}I_{T}\,}
بالقسمة علي RX في الطرفين نصل لصيغة القانون العامة
{\displaystyle I_{X}={\frac {R_{T}}{R_{X}+R_{T}}}I_{T}\ }